# Рей Варгас
Рей Варгас (ісп. Rey Vargas; 25 листопада 1990; Мехіко, Мексика) — мексиканський боксер-професіонал. Чемпіон світу в другій легшій (WBC, 2017—2020) і напівлегкій (WBC, 2022—2024) вагових категоріях.

## Аматорська кар'єра

### Чемпіонат Мексики 2007
Виступав у ваговій категорії до 54 кг. В фіналі програв Оскару Вальдесу.

### Чемпіонат Мексики 2008
Виступав у ваговій категорії до 54 кг. У фіналі виграв Габріеля Переа.

### Чемпіонат світу 2009
Виступав у ваговій категорії до 54 кг. В 1/32 фіналу програв англійцю Люку Кемпбелу.

## Професійний рекорд
| 36 Перемог (22 нокаутом, 14 за рішенням суддів), 1 Поразка, 1 Нічия |               |               |        |            |                |                             |                                                                |
| №                                                                   | Результат     | Суперник      | Спосіб | Раунд, час | Дата           | Місце проведення            | Примітки                                                       |
| 38                                                                  | Нічия 36-1-1  | Нік Болл      | SD     | 12         | 8 березня 2024 | Kingdom Arena, Ер-Ріяд      | Захистив титул чемпіона WBC у напівлегкій вазі.                |
| 37                                                                  | Поразка 36-1  | О'Шакі Фостер | UD     | 12         | 11 лютого 2023 | Аламодом, Сан-Антоніо Техас | Бій за вакантний титул чемпіона WBC у другій напівлегкій вазі. |
| 36                                                                  | Перемога 36-0 | Марк Магсайо  | SD     | 12         | 9 липня 2022   | Аламодом, Сан-Антоніо Техас | Завоював титул чемпіона WBC в напівлегкій вазі.                |